# Arcos (Braga)

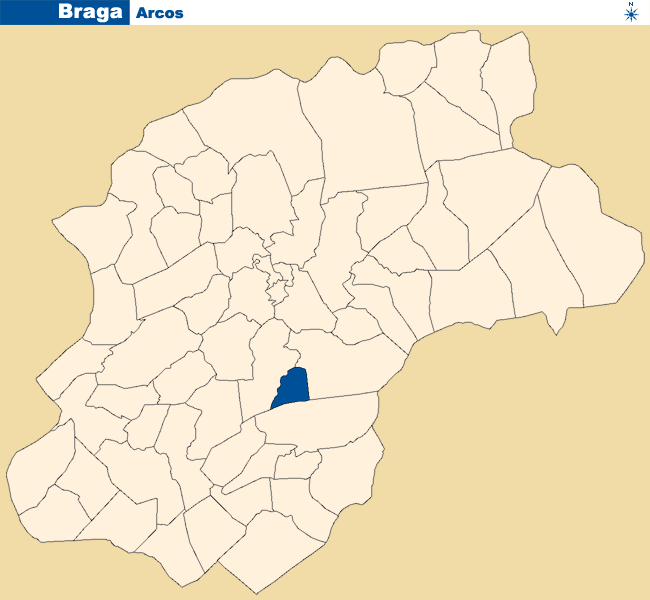

Arcos é uma localidade portuguesa do município de Braga que foi sede da extinta freguesia homónima que tinha 0,88 km² de área e 764 habitantes (2011).
A freguesia de Arcos foi extinta em 2013, no âmbito de uma reforma administrativa nacional, tendo sido agregada à freguesia de Lomar com a sede em Lomar, para formar uma nova freguesia denominada União das Freguesias de Lomar e Arcos.
Situada no sopé da encosta do Monte de Santa Marta das Cortiças, Arcos estende-se por uma vale de onde se avista a Veiga de Penso até ao monte de Guisande. É atravessada pelo rio Arcos que lhe dá o nome.
Esteve anexada à freguesia de Nogueira, tendo sido desanexada para efeitos administrativos a 7 de maio de 1871 e para efeitos judiciais e civis a 28 de Dezembro de 1898.

## População
| População da freguesia de Arcos (1864 – 2011) | População da freguesia de Arcos (1864 – 2011) | População da freguesia de Arcos (1864 – 2011) | População da freguesia de Arcos (1864 – 2011) | População da freguesia de Arcos (1864 – 2011) | População da freguesia de Arcos (1864 – 2011) | População da freguesia de Arcos (1864 – 2011) | População da freguesia de Arcos (1864 – 2011) | População da freguesia de Arcos (1864 – 2011) | População da freguesia de Arcos (1864 – 2011) | População da freguesia de Arcos (1864 – 2011) | População da freguesia de Arcos (1864 – 2011) | População da freguesia de Arcos (1864 – 2011) | População da freguesia de Arcos (1864 – 2011) | População da freguesia de Arcos (1864 – 2011) |
| --------------------------------------------- | --------------------------------------------- | --------------------------------------------- | --------------------------------------------- | --------------------------------------------- | --------------------------------------------- | --------------------------------------------- | --------------------------------------------- | --------------------------------------------- | --------------------------------------------- | --------------------------------------------- | --------------------------------------------- | --------------------------------------------- | --------------------------------------------- | --------------------------------------------- |
| 1864                                          | 1878                                          | 1890                                          | 1900                                          | 1911                                          | 1920                                          | 1930                                          | 1940                                          | 1950                                          | 1960                                          | 1970                                          | 1981                                          | 1991                                          | 2001                                          | 2011                                          |
| 210                                           |                                               |                                               | 228                                           | 260                                           | 249                                           | 232                                           | 314                                           | 353                                           | 390                                           | 443                                           | 592                                           | 694                                           | 731                                           | 764                                           |

Nos censos de 1878  e 1890 fazia parte da freguesia de Nogueira. Por decreto de 07/05/1891 foi desanexada desta freguesia.

## Património
- Igreja Matriz
- Cruzeiro no Largo Centro Cívico (restaurado em 1979)
- Casa das Bouças (Setecentista)
- Alminhas (Lugar de Correia)
- Casa da Viscondessa Gramosa